# منصف المرزوقی
منصف المرزوقی (به عربی: محمد المنصف المرزوقي) (۷ ژوئن ۱۹۴۵) فعال حقوقی، پزشک، سیاستمدار و رهبر حزب «کنگره برای جمهوری» است.
پس از انقلاب داخلی سال ۱۹۸۷، و بر کناری رئیس‌جمهور آن زمان حبیب بورقیبه، زین‌العابدین بن علی به سمت ریاست‌جمهوری برگزیده شد. پس از آن، حکومت ۲۳ ساله بن علی طی یک انقلاب در ۲۴ دی ۱۳۸۹ سرنگون شد و در تاریخ ۲۲ آذر ۱۳۹۰ مجلس مؤسسان تونس، المنصف المرزوقی رهبر حزب «کنگره برای جمهوری» و از اپوزیسیون زین العابدین را به عنوان اولین رئیس‌جمهور منتخب مردم انتخاب کرد.
المرزوقی در در مجلس انتخابات مؤسسان ملی تونس با اکثریت آرا، ۱۵۳ رای موافق، ۳ رای مخالف و ۴۴ رای ممتنع در انتخابات پیروز شد.
ائتلاف اکثریت مجلس مؤسسان متشکل از جنبش النهضه با ۸۹ کرسی و حزب چپگرای کنگره برای جمهوری با ۲۹ کرسی و جناح چپگرای دمکراتیک برای کار و آزادی با ۲۰ کرسی بر انتخاب المرزوقی به عنوان رئیس‌جمهوری تونس به توافق رسیدند.

## زندگی‌نامه
منصف المرزوقی دارای چهار برادر و هفت خواهر است، وی تحصیلات مقدماتی خود را در شهر تونس پایتخت کشور تونس سپری کرد تا در سال ۱۹۶۱ میلادی تونس را به همراه خانواده‌اش به قصد طنجه، در شمال مغرب ترک کند و تا سال ۱۹۶۴ میلادی در آنجا اقامت گزیند. پس از آن به فرانسه رفت و در آنجا ازدواج کرد و صاحب دو فرزند دختر به نام‌های مریم و نادیه شد.
المرزوقی ۱۵ سال در فرانسه به سر برد. در این کشور در دانشگاه استراسبورگ در رشته روان‌شناسی تحصیل کرد و توانست در رشته پزشکی تخصص بگیرد.

## تحصیلات و فعالیت‌ها
المرزوقی دانش‌آموخته رشته پزشکی است و در رشته اعصاب تخصص دارد و در کنار پزشکی فعالیت‌های گسترده‌ای در حوزه‌های حقوقی، سیاسی و فلسفی داشته‌است.
منصف در سال ۱۹۷۰ میلادی به مناسبت شرکت در مسابقه جهانی یکصدمین سال تولد ماهاتما گاندی رهبر هند، برنده مسابقه شد.
در سال ۱۹۷۵ میلادی به چین رفت و در تیم پزشکی کمک‌رسانی به مردم چین به درمان رایگان مردم این کشور پرداخت.
در سال ۱۹۷۹ میلادی به رغم پافشاری نزدیکانش برای ماندن در فرانسه به تونس بازگشت و در دانشگاه تونس به تدریس رشته اعصاب پرداخت. او همچنین یکی از اعضای کمیته ملی جامعه پزشکی تونس بود که تا قبل از انحلال در آن فعالیت می‌کرد.
در مارس ۱۹۹۴ میلادی خود را برای انتخابات ریاست جمهوری تونس نامزد کرد که به قیمت زندانی شدنش تمام شد.
در بازداشت، چهار ماه را در سلول انفرادی گذراند تا اینکه با فشار جامعه جهانی و تومارهای امضا شده فعالان حقوق بشر و چهره‌های مطرح جهان و مداخله شخص نلسون ماندلا رئیس‌جمهوری آفریقای جنوبی از زندان آزاد شد.
وی در دوران آزادی در طول این مدت از کار منع و انتشار هرگونه اثری از او ممنوع شد و سپس تمام آثارش از بازار جمع‌آوری شدند. بارها به میز محاکمه آمد و تا مدتی نیز ممنوع‌السفر بود.
در ۱۰ دسامبر ۱۹۹۷ میلادی به همراه جمعی از دوستانش «مجلس ملی برای آزادی‌ها» را به مناسبت سال‌روز اعلام بیانیه حقوق بشر تأسیس کرد. وی همچنین از چند سال پیش به وبلاگ‌نویسی نیز روی آورده و تحلیل‌های سیاسی و حقوقی خود در قبال تحولات تونس و جهان اسلام را در آن منتشر می‌کند.
منصف در سال ۱۹۹۸ میلادی به عنوان نخستین رئیس کمیته عربی حقوق بشر انتخاب شد که تا سال ۲۰۰۰ در این سمت فعالیت می‌کرد.
در سال ۲۰۰۱ میلادی، به فرانسه مهاجرت کرد و در دانشگاه پاریس به تدریس پرداخت.
در ۱۴ اکتبر ۲۰۰۶ میلادی از مردم کشورش خواست با حفظ چارچوب‌های مقاومت مسالمت‌آمیز، علیه حکومت بن علی دست به تحرکات اعتراض‌آمیز بزنند.

## فعالیت‌های غیر سیاسی
المرزوقی در سال ۱۹۸۲ میلادی، برنده جایزه مغرب عربی در رشته پزشکی به خاطر پژوهش‌های متعددش در زمینه بیماری اعصاب کودکان شد.
وی در سال ۱۹۸۹ میلادی برای نوشتن کتاب «دریچه‌ای به پزشکی مدرن» برنده جایزه همایش پزشکی عربی شد.
از او نزدیک به ۲۰ اثر در زمینه‌های پزشکی، اندیشه سیاسی و ادبیات منتشر شده که چهار اثر از این تعداد به زبان فرانسه ترجمه و منتشر شده‌اند.
ریاست سازمان حقوق بشر تونس از سال ۱۹۸۹ تا ۱۹۹۴ میلادی و شبکه آفریقا برای حقوق کودک از سال ۲۰۰۰ تا ۲۰۰۳ از دیگر فعالیت‌های او است.

## بازگشت به تونس و پیروزی در انتخابات
سرانجام المرزوقی در ۱۸ ژانویه ۲۰۱۱ میلادی، پیش از فرار زین العابدین بن علی، به تونس بازگشت تا پس از به دست گرفتن رهبری حزب چپ‌گرای «کنفرانس به خاطر جمهوری» در ۲۳ اکتبر سال جاری میلادی به همراه حزبش در انتخابات مجلس ملی مؤسسان این کشور شرکت کند.
حزب المرزوقی در انتخابات مجلس ملی مؤسسان موفق شد، ۲۹ کرسی از ۲۱۷ کرسی این مجلس را به دست آورد که پس از حزب «النهضة» به رهبری راشد الغنوشی، دومین حزب پیروز انتخابات تونس محسوب می‌شود.

## دیدگاه‌های سیاسی
المرزوقی با جریان‌های اسلامی میانه‌رو روابط خوبی دارد اگر چه عموماً از اندیشه‌های سوسیالیستی میانه تبعیت می‌کند. وی معتقد به نظام سکولار است و خود را یک فرد دموکرات معرفی می‌کند.
وی از جمله مخالفان رژیم صدام در عراق بود. المرزوقی در دوران استبداد «زین العابدین بن علی» از منتقدان سر سخت او بود و چه در تبعید و چه در داخل تونس علیه بن علی فعالیت‌های گسترده‌ای داشت.